# Ciîhrînivka, Peatîhatkî
Ciîhrînivka (în ucraineană Чигринівка) este un sat în comuna Savro din raionul Peatîhatkî, regiunea Dnipropetrovsk, Ucraina.

## Demografie
Componența lingvistică a localității Ciîhrînivka
     Ucraineană (96,5%)
     Rusă (2,8%)
Conform recensământului din 2001, majoritatea populației localității Ciîhrînivka era vorbitoare de ucraineană (96,5%), existând în minoritate și vorbitori de rusă (2,8%).